# Julia Sweeney
Julia Anne Sweeney, född 10 oktober 1959 i Spokane i Washington, är en amerikansk skådespelare, komiker och författare. 
Hon är mest känd från sin tid som medlem i ensemblen för Saturday Night Live och för sina självbiografiska soloföreställningar.

## Biografi
Sweeney studerade vid University of Washington och efter examen flyttade hon till Los Angeles där hon bl.a. arbetade som revisor hos Columbia Pictures och United Artists. 1988 började hon gå kurser hos The Groundlings, en teatergrupp för improviserad komedi, där hon så småningom fick en plats i den regelbundna söndagsföreställningen. Under en sådan föreställning blev hon upptäckt av producenten för Saturday Night Live, Lorne Michaels och anlitades till detta program 1990. Hon arbetade med SNL fram till 1994.

## Filmografi i urval
- 1990–1994 – Saturday Night Live (TV-serie)
- 1990 – Gremlins 2
- 1992 – Älskling, jag förstorade barnet
- 1993 – Coneheads
- 1994 – Pulp Fiction
- 1997 – Ett päron till farsa i Las Vegas
- 1999 – Stuart Little
- 2000 – Beethovens trea
- 2001 – Beethovens fyra
- 2001–2002 – Min galna familj (TV-serie) (22 avsnitt)
- 2002 – Clockstoppers
- 2005 – Don't Come Knocking
- 2013 – Monsters University (röst)
- 2025 – The Threesome